# Robert Clarke (acteur)
Pour les articles homonymes, voir Robert Clarke.
Robert Irby Clarke (né le 1er juin 1920 – mort le 11 juin 2005) est un acteur américain surtout connu pour ses rôles dans des films culte de science-fiction des années 1950.

## Biographie
Clarke naît et grandit à Oklahoma City. Il décide de devenir acteur alors qu'il est très jeune. Cependant, il a le trac lors de ses premières prestations à l'école.
Clarke fréquente le Kemper Military School and College (en), mais abandonne en raison de son asthme. Cela l'empêche de participer à la Seconde Guerre mondiale.
Plus tard, il fréquente l'université d'Oklahoma et l'université du Wisconsin à Madison. Il n'obtient pas de diplôme et déménage en Californie afin de tenter d'intégrer l'industrie du cinéma.

## Filmographie partielle
- 1944 : The Falcon in Hollywood (en) - Perc Saunders - assistant réalisateur
- 1945 : Le Voleur de cadavres
- 1945 : A Game of Death
- 1945 : Radio Stars on Parade (en)
- 1945 : Wanderer of the Wasteland
- 1946 : Détectives du Far West
- 1946 : San Quentin (en)
- 1946 : Cour criminelle
- 1946 : Bedlam
- 1946 : Genius at Work (en)
- 1946 : Under the Tonto Rim (en)
- 1947 : Code of the West (en)
- 1947 : Dick Tracy contre le gang
- 1947 : Thunder Mountain (en)
- 1947 : Ma femme est un grand homme
- 1948 : Les Reines du music-hall
- 1948 : Far West 89
- 1949 : Riders of the Range (en)
- 1950 : A Modern Marriage (en)
- 1950 : Outrage
- 1951 : Jeu, set et match
- 1951 : The Man from Planet X (en)
- 1951 : Casa Manana (en)
- 1951 : Pistol Harvest (en)
- 1951 : Street Bandits (en)
- 1951 : Les Nouveaux Exploits de Robin des Bois (Tales of Robin Hood) de James Tinling
- 1951 : Blades of the Musketeers (en) (1951)
- 1952 : Captive Women (en)
- 1952 : The Fabulous Senorita (en)
- 1953 : Sword of Venus (en)
- 1953 : Captain John Smith and Pocahontas (en)
- 1954 : The Black Pirates (en)
- 1954 : New Faces (en)
- 1957 : The Incredible Petrified World (en)
- 1957 : The Astounding She-Monster (en)
- 1957 : Outlaw Queen (en)
- 1958 : Tombouctou
- 1959 : The Hideous Sun Demon (également scénariste, réalisateur et producteur)
- 1959 : Date with Death (ru)
- 1960 : Le Voyageur de l'espace
- 1962 : Secret File: Hollywood (en)
- 1962 : Terror of the Bloodhunters (en)
- 1965 : Zebra in the Kitchen (en)
- 1981 : Frankenstein Island
- 1988 : Midnight Movie Massacre
- 1989 : Alienator
- 2005 : The Naked Monster- Major Allison